# Nestor Perini
Nestor Perini  (Feliz, 16 de novembro de 1952—Nova York, 2 de agosto de 2013) foi um empresário brasileiro.
Formado em administração de empresas pela EAESP da Fundação Getúlio Vargas em 1976.
Fundou sua primeira empresa em 1980, a Microinox Microfusão de Aços, com seu amigo Gercino Schmitt, uma pequena fundição de precisão, onde Perini cuidava do gerenciamento e Gercino da parte técnica.
Quatro anos depois fundou a Valmicro e seguiu, sob a holding Lupatech, abrindo e comprando empresas, entre elas a Steelinject, Metalúrgica Nova Americana, Carbonox, Metarlúrgica Ipê, Itasa e Mipel, entre outras.  Inicialmente atendia às indústrias de alimentos, armamentos, química e automobilística. Porém com o tempo a holding se especializou em válvulas industriais e equipamentos para o setor de petróleo e gás, chegando a valer 1,2 bilhão de reais na Bovespa (atual B3), em 2010 , com sócios como o fundo de pensão dos funcionários da Petrobras e a BNDESpar. A empresa investiu massivamente para se preparar para aumentos de pedidos da Petrobras, gastou 400 milhões de reais para adquirir 15 empresas de 2006 a 2011. Porém os pedidos não se concretizaram devido à uma mudança de estratégia da administração da Petrobras, agora sob o comando de Graça Foster, e a empresa, altamente endividada entrou em crise. Em 2013 Perini já não fazia parte da administração da Lupatech, sendo somente acionista minoritário.
O empresário, com a família, também investiu no ramo de alimentos, mas sem sucesso: dois frigoríficos da família em Cuiabá faliram no começo da década de 2000.
Foi vice-presidente da FIERGS/CIERGS nas gestões 1993/1996, 1996/1999 e 1999/2002 e presidente da Comissão da Festa da Uva de Caxias do Sul em 1994 e 1996. Foi professor do curso de Administração de Empresas na Universidade de Caxias do Sul por vários anos.
Em 1994 foi agraciado com o mérito Administrador do Ano, concedido pela AANERGS (Associação dos Administradores da Região Nordeste do Rio Grande do Sul).
Em 2006 recebeu a Medalha do Conhecimento do Governo Federal.
Em agosto de 2012 adquiriu e reativou, junto com Sérgio Noschang, a Indústria Farmacêutica Basa, fabricante de soros em Caxias do Sul, antes pertencente Universidade Luterana do Brasil e leiloada por pendências judiciais.
Em agosto de 2013, faleceu no hotel que estava hospedado em Nova York, vítima de um ataque cardíaco. Perini estava em Nova York na tentativa de captar recursos para a empresa que havia adquirido um ano antes.